# Abbaye de Windberg
L'abbaye de Windberg (allemand : Kloster Windberg) est un monastère des Prémontrés situé à Windberg, dans le district de Basse-Bavière, en Allemagne.

## Histoire

### Première fondation

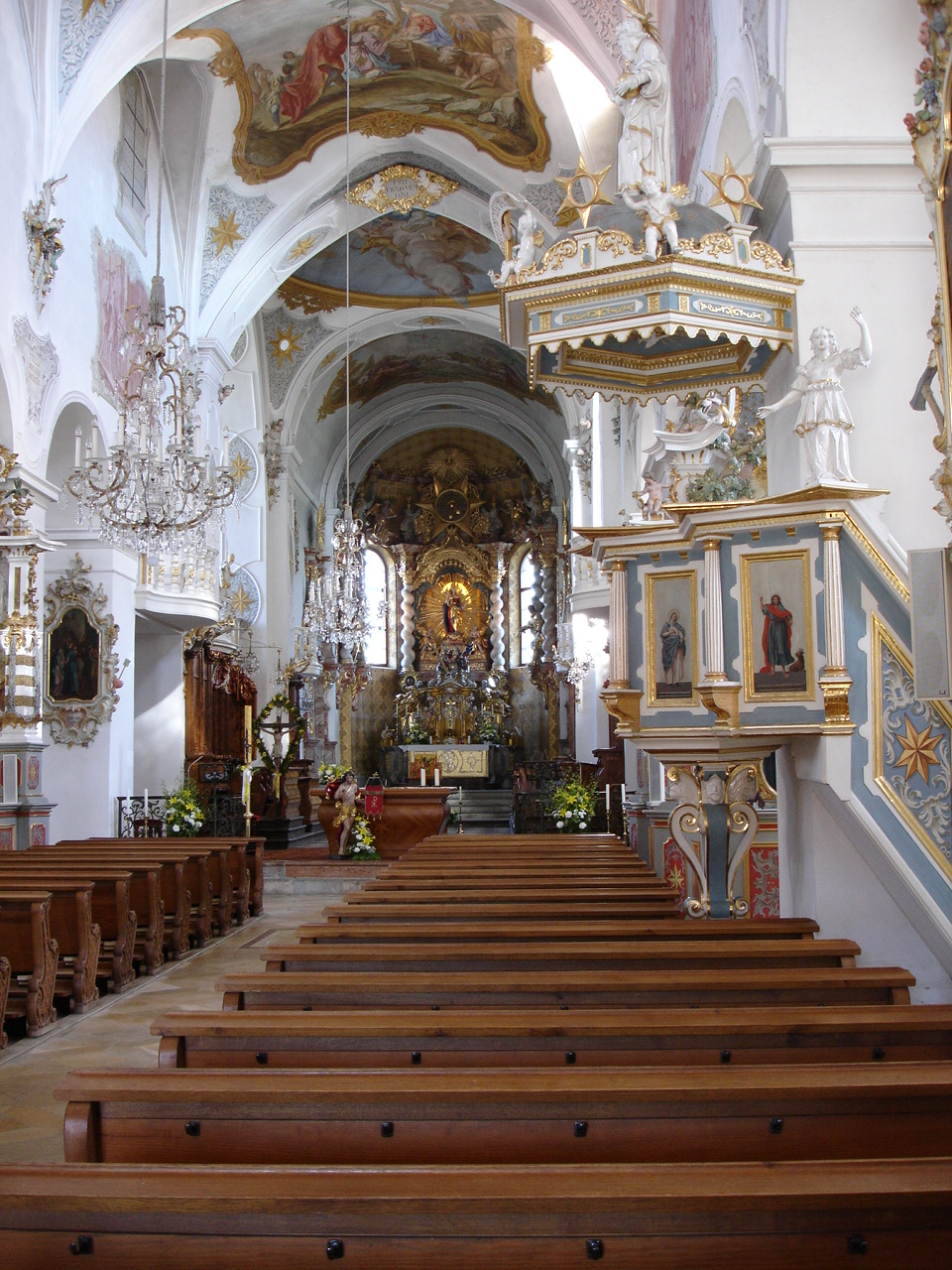
Intérieur de l'église de l'ancienne abbaye.

L'abbaye de Windberg a été fondée par le comte Albert Ier de Bogen avec l'aide de l'évêque Othon de Bamberg sur le site du siège d'origine des comtes de Bogen. Au départ, ce n'était pas une fondation spécifiquement prémontrée, mais elle a été transférée à l'ordre en tant que communauté déjà établie entre 1121 et 1146. Le chœur de l'église a été consacré les 21 et 22 mai 1142 par Heinrich Zdik , évêque d'Olmütz, en présence du comte Albert. Le duc Vladislav II de Bohême a assuré la dotation du monastère en lui accordant les propriétés de Schüttenhofen (aujourd'hui Sušice) et d'Albrechtsried.
La fondation fut consacrée en l'honneur de la Vierge Marie et élevée en 1146 au rang d'abbaye. Après l'extension de l'église abbatiale, elle fut à nouveau consacrée le 28 novembre 1167 par l'abbé prémontré de Leitomischl (aujourd'hui Litomyšl) et Johannes IV, évêque d'Olmütz.
L'abbaye fut sécularisée et dissoute lors de la sécularisation allemande de la Bavière en 1803. L'église devint une église paroissiale et la maison de l'abbé la résidence du clergé paroissial. Les bâtiments monastiques passèrent en propriété privée et à partir de 1835 furent utilisés par une brasserie.

### Deuxième fondation
En 1923, la communauté monastique a été rétablie par des prémontrés de l'Abbaye de Berne-Heeswijk aux Pays-Bas. En 2005, 33 chanoines prémontrés vivent à Windberg.
Vers 1955, l'abbé de l'époque, le P. Norbert Backmund, a visité l'Abbaye de Beeleigh près de Maldon dans l'Essex, en Angleterre, et a été hébergé par son propriétaire, William Foyle, fondateur de Foyles Bookshop.
Le prieuré de Roggenburg, près de Neu-Ulm, dépend de l'abbaye de Windberg depuis 1982.
Aujourd'hui, 19 chanoines prémontrés vivent à Windberg.

## L'église
L'église est construite suivant un plan basilical à trois nefs avec transept. Elle date principalement du XIIe siècle et témoigne de l'influence de l'abbaye de Hirsau. Le portail monumental est particulièrement impressionnant ; le portail nord est un peu plus simple. La tour, construite au XIIIe siècle, a reçu sa forme actuelle (avec un clocher) vers 1750 - 1760.
Le maître-autel baroque a été réalisé entre 1735 et 1740, il contient une statue de la Vierge d'environ 1650. La chaire date de 1674. L'œuvre de stuc à l'intérieur de l'église a été créée par Mathias Obermayr qui a également réalisé les quatre autels latéraux extrêmement détaillés. Deux d'entre eux sont datés de 1756.